# Gadabas
 (mai 2015).
Si vous disposez d'ouvrages ou d'articles de référence ou si vous connaissez des sites web de qualité traitant du thème abordé ici, merci de compléter l'article en donnant les références utiles à sa vérifiabilité et en les liant à la section « Notes et références ».

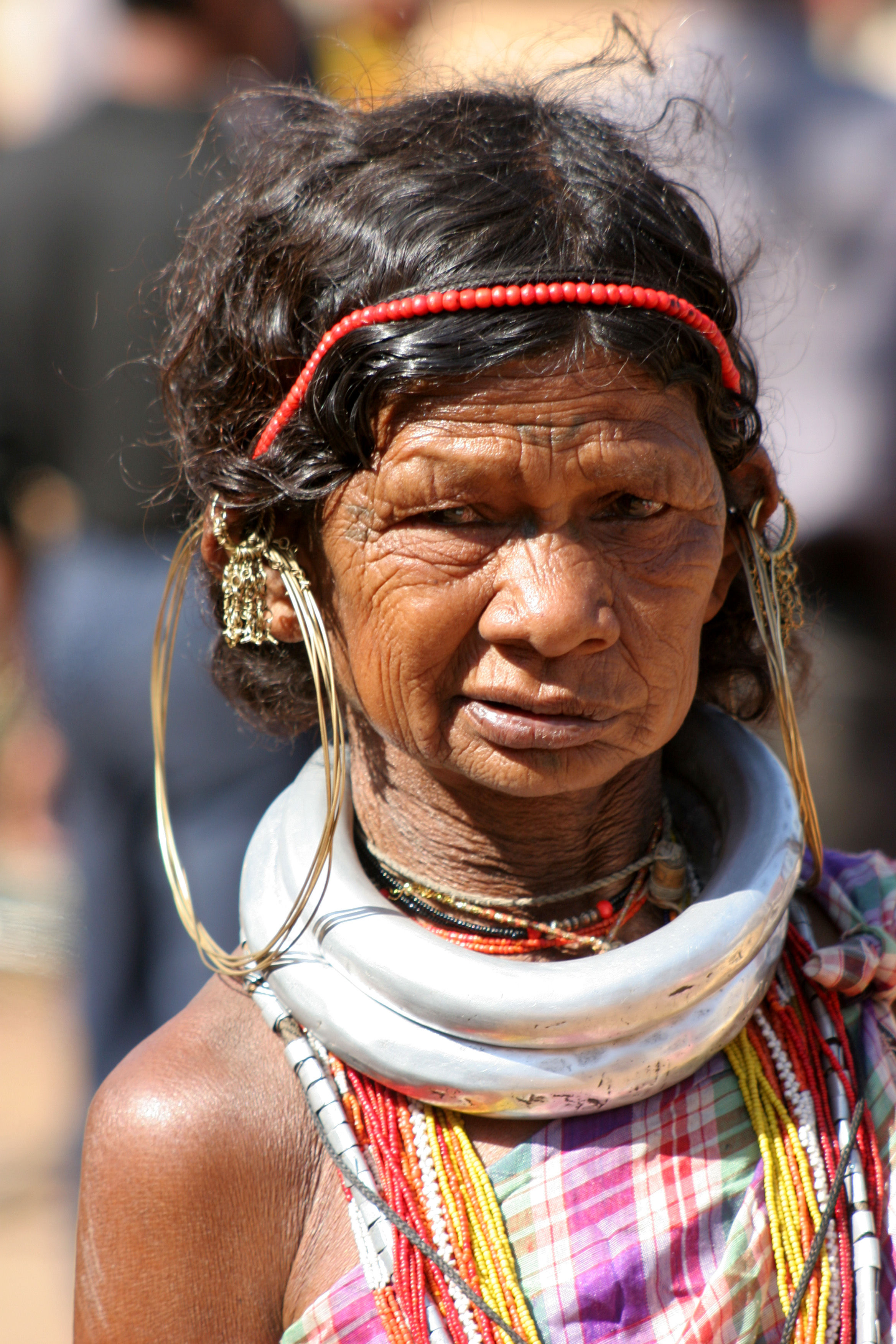
Une femme Gadabas.

Les Gadabas forment un peuple aborigène d'Inde situé dans l'Andhra Pradesh. Ils sont approximativement 67 000.

## Langues
Les Gadabas parlent trois langues. Certains parlent deux langues dravidiennes, l'ollari et le kondekor. La majorité d'entre eux parlent le gutob, une langue munda, une langue proche du remo, la langue des Bondo.

## Sources
- (en) Mendem Bapuji, 2018, Ollari Gadaba: An Endangered Dravidian Language, Language in India 18:6, p. 104-111.